# Iu Alavedra i Ferrer
Iu Alavedra i Ferrer (Vallbona d'Anoia, Anoia, 11 de gener de 1895 - 1 de novembre de 1972) fou un trompetista i compositor de sardanes.

## Biografia
Tocà com a clarinet segon (1909) a la cobla-orquestra Moderna Monnés, d'Esparreguera. El 1920 va ser nomenat professor auxiliar de l'Escola Municipal de Música de Sabadell, i al mateix any també va entrar a la Banda Municipal de la població vallesana; encara romania a ambdós llocs el 1939, quan fou expedientat pels franquistes, vencedors a la guerra. Va ser fundador, instrumentista i representant de la cobla Molins des del 1940 fins al 1951, quan es redenominà (1952) Cobla Sabadell.
Tingué d'alumnes els (futurs) músics Josep Auferil (el 1926) i Josep Martínez i Vinaròs. Compongué sardanes, moltes de les quals oblidades en l'actualitat (2013).

## Sardanes
selecció
- Adéu companys (1962), enregistrada[disc 1]
- L'amic Padró (1962)
- L'avi bo (1950)
- Bellaterra (1957)
- Cala Go-Gó (1964), dedicada al càmping del mateix nom[4]
- Canyamars, enregistrada[disc 2]
- Cecília (1944), dedicada a la seva filla, enregistrada[disc 3]
- Creu Alta (1955)
- La font del Torrentmal (1963)
- Jaume i Esteve (1955)
- El Llot (1967)
- Lola de març (1947)
- Lola i Esteve (1953)
- Mari-Siri (1947), als seus germans Maria i Siridi
- Menuda Maria Antònia (1958)
- La meva Maria (1953)
- Monasor (1959), al seu professor d'acordió Frederic Monasor Segovia
- Montflorit (1947)
- La nostra mare (1963)
- Olga (arranj. 1953), dedicada a la seva filla, enregistrada[disc 4]
- La nostra mare
- La pedreta (1966)
- Torrebonica (1957)
- Vallbona (1951)
- Xamosa Maria Dolors (1957)

### Enregistraments
1. ↑  DCCobla Sabadell. LX (1952-2012).  Barcelona: Audiovisuals de Sarrià, 2013.
2. ↑  LP Els Montgrins. Records de Canyamars.  Barcelona: DCD, 1989.
3. ↑  LP Cobla Combo-Gili. Les plus célèbres sardanes.  France: Bel-air, 1963.
4. ↑  DC  Sabadell Sardanista 1947-1997. 17 sardanes d'autors sabadellencs.  Alternativa, 1997.